# Alphabet St.
Singles de Prince
I Could Never Take the Place of Your Man
(1987) Glam Slam
(1988)
Alphabet St. (ou Alphabet Street) est une chanson de Prince, deuxième piste de l'album Lovesexy. Le titre se classa le 25 juin 1988 à la 8e position au Billboard Hot 100, à la 3e au Hot R&B/Hip-Hop Songs et à la 22e place au Hot Dance Club Songs le 2 juillet 1988. Le single se classa également en France à la 47e place le 4 juin 1988.
La version studio de la chanson fut enregistrée avec Sheila E. à la batterie, Eric Leeds au saxophone et Atlanta Bliss à la trompette. Alphabet St. fut joué intégralement la première fois le 8 juillet 1988 au palais omnisports de Paris-Bercy lors de la tournée Lovesexy Tour. Le début de la chanson est aussi utilisé pour faire le bruit du buzzer dans La Boîte à Question du Grand Journal.
Le vidéoclip a été réalisé par Peter Beyt.

## Liste des titres
| A. | Alphabet St. (Edit)  | 2:25 |
| B. | Alphabet St. (Cont.) | 3:14 |

| A. | Alphabet St. (Album Version)                     | 5:40 |
| B. | Alphabet St. (This Is Not Music, This Is A Trip) | 7:48 |

| 1. | Alphabet St. (Edit)                              | 2:25 |
| 2. | Alphabet St. (LP Version)                        | 5:38 |
| 3. | Alphabet St. (Extended Version)                  | 5:40 |
| 4. | Alphabet St. (This Is Not Music, This Is A Trip) | 7:48 |

## Charts
| Pays                               | Meilleure position |
| ---------------------------------- | ------------------ |
| Australie (ARIA)                   | 26                 |
| États-Unis (Billboard Hot 100)     | 8                  |
| États-Unis (Hot R&B/Hip-Hop Songs) | 3                  |
| États-Unis (Hot Dance Club Songs)  | 22                 |
| France (SNEP)                      | 47                 |
| Norvège (VG-lista)                 | 1                  |
| Nouvelle-Zélande (RMNZ)            | 1                  |
| Pays-Bas (Single Top 100)          | 3                  |
| Royaume-Uni (UK Singles Chart)     | 9                  |
| Suède (Sverigetopplistan)          | 5                  |
| Suisse (Schweizer Hitparade)       | 5                  |